# Kvevlax kyrka
Kvevlax kyrka är en träkyrka i Kvevlax i Korsholm. Den används av Kvevlax församling.
Kyrkan byggdes ursprungligen 1691–1693 av Hans Larsson Qveflander som en långkyrka utan torn. Ursprungligen hade kyrkan ett valmat tak med kulissfasader. På taket fanns en spira försedd med en kula. 1793 planerade Överintendentsämbetet en utvidgning av kyrkan. Den förverkligades 1795. Kyrkan byggdes om till en korskyrka genom att kyrksalen förlängdes lika mycket som de nya tvärarmarna. Innertaket utfördes som ett tunnvalv i trä. Den nyklassicistiska kyrkan har en profilerade taklister och halvbågade fönster. Kyrkan har reparerats 1795, 1876, 1904, 1925, 1933 och 1961. 
År 1757 fick kyrkan en klockstapel i typisk österbottnisk stil. Byggmästaren var Samuel Mårtensson Josskarhu.
Kyrkan är 550 kvadratmeter och det finns plats för 800 personer. 
Kyrkan har en orgel från 1975 med 22 stämmor byggd vid Kangasala orgelfabrik. Fasaden är den gamla från Jens Zachariassens orgel från 1876. 
Altartavlan Kvinnorna vid graven har målats av Berndt Lagerstam.
Kyrkan har också en stor äldre altartavla från 1765 målad av Johan Alm. Motivet är den sista domen.